# Tetragoneura matilei
Tetragoneura matilei är en tvåvingeart som beskrevs av Duret 1982. Tetragoneura matilei ingår i släktet Tetragoneura och familjen svampmyggor. Inga underarter finns listade i Catalogue of Life.